# Jake Arrieta
Jacob Joseph Arrieta (ur. 6 marca 1986) – amerykański baseballista występujący na pozycji miotacza w Philadelphia Phillies. Brązowy medalista z Igrzysk Olimpijskich w Pekinie w 2008.

## College
Po ukończeniu szkoły średniej, w czerwcu 2004 został wybrany w 31. rundzie draftu przez Cincinnati Reds, jednak nie podpisał kontraktu z organizacją tego klubu, gdyż zdecydował się podjąć studia na Weatherford College. Rok później został wybrany w 26. rundzie draftu przez Milwaukee Brewers, ale postanowił kontynuować uniwersytecką karierę. W latach 2006–2007 grał w drużynie uczelnianej TCU Horned Frogs. W 2006 wystąpił w reprezentacji Stanów Zjednoczonych na World University Baseball Championship, na którym zdobył złoty medal.

## Kariera zawodowa

### Baltimore Orioles
W czerwcu 2007 został wybrany w piątej rundzie draftu przez Baltimore Orioles i początkowo grał w klubach farmerskich. Zawodową karierę rozpoczął w 2008 od występów we Frederick Keys (poziom Class-A Advanced). Do czerwca 2009 grał w Bowie Baysox (Double-A), a następnie w Norfolk Tides (Triple-A). W styczniu 2010 został zaproszony do składu Baltimore Orioles na występy w spring training, jednak po jego zakończeniu został odesłany do Norfolk Tides. W MLB zadebiutował 10 czerwca 2010 w meczu przeciwko New York Yankees, w którym zanotował zwycięstwo.

### Chicago Cubs
2 lipca 2013 w ramach wymiany zawodników przeszedł do Chicago Cubs i początkowo grał w klubie farmerskim Iowa Cubs. 30 lipca 2013 w drugim meczu doubleheader przeciwko Milwaukee Brewers zaliczył debiut w MLB w barwach nowego zespołu, notując no-decision, jednak dzień później został odesłany do Iowa Cubs, w którym występował do połowy sierpnia. 16 września 2014 w meczu z Cincinnati Reds na Wrigley Field zaliczył pierwszy w MLB complete game shutout.
30 sierpnia 2015 w spotkaniu z Los Angeles Dodgers rozegranym na Dodger Stadium, zanotował pierwszego w karierze i czternastego w historii klubu no-hittera. W całym meczu zaliczył 12 strikeoutów i oddał jedną bazę za darmo. W sierpniu 2015 uzyskał bilans W-L 6–0, przy wskaźniku ERA 0,43 i został wybrany najlepszym miotaczem miesiąca w National League. W sezonie 2015 zaliczył najwięcej zwycięstw w MLB (22), najwięcej shutoutów (3) i otrzymał nagrodę Cy Young Award.
21 kwietnia 2016 w meczu przeciwko Cincinnati Reds na Great American Ball Park, zanotował drugiego w karierze no-hittera. W lipcu 2016 po raz pierwszy został powołany do NL All-Star Team. W World Series 2016 zanotował dwa zwycięstwa, a Cubs zdobyli pierwszy od 108 lat tytuł mistrzowski. W tym samym roku został wyróżniony spośród miotaczy, otrzymując po raz pierwszy w swojej karierze Silver Slugger Award

### Philadelphia Phillies
12 marca 2018 podpisał trzyletni kontrakt z Philadelphia Phillies.

## Nagrody i wyróżnienia
| Nagroda/wyróżnienie      | Lata | Źródło |
| All-Star                 | 2016 | [ 12 ] |
| NL Cy Young Award        | 2015 | [ 2 ]  |
| Silver Slugger Award     | 2016 | [ 15 ] |
| Zwycięzca w World Series | 2016 | [ 14 ] |